# ویله ویرتانن
ویله ویرتانن (فنلاندی: Ville Virtanen؛ زادهٔ ۱۹ اوت ۱۹۶۱) بازیگر اهل فنلاند است.

از فیلم‌هایی که وی در آن نقش داشته است، می‌توان به اشغال‌شده، ناخن‌گیر سگ، سال گرگ و کشیش شریر اشاره کرد.